# 이기 아젤리아
이기 아젤리아(Iggy Azalea, 1990년 6월 7일 ~ )는 오스트레일리아의 래퍼, 작곡가이다. 이기는 처음 16살의 나이에 미국 마이애미로 이주했고 이후에도 여러 주 (휴스턴, 텍사스주, 아틀랜타, 조지아주)로 이사한다. 그녀는 처음에 유튜브 에 그녀의 뮤직 비디오 제목 "Pussy"를 올리면서 눈에 띄게 되었다. 그 후 아젤리아는 2011년 9월 27일에 첫 믹스테입 Ignorant Art를 발표한다. 2012년, 그녀는 자신이 아일랜드 데프 잼과 머큐리 레코드에 소속됐다고 밝히기도한다. 또한 아잘리아는 모델로써 데뷔 하기도 한다.
2012년 아잘리아는 최초로 여자이자 비미국인 랩퍼로서 XXL 매거진 연간 "Top Freshman" 커버를 장식하게 된다. 2012년 7월 30일, 그녀는 첫 EP 앨범 Glory를 발매한다. 이 앨범은 그랜드 허슬의 티아이가 프로듀싱 하였다. 2012년 10월 11일, 그녀는 두 번째 믹스테입 "TrapGold"를 발표한다. 이 믹스테입 은 디플로, 와 프로듀서 FKi가 프로듀싱 하면서 많은 주목을 받았다. 이 믹스테입 은 후에 아잘리아의 음악에 많은 영향을 끼친다.
아잘리아는 2014년에 그녀의 첫 스튜디오 데뷔앨범 The New Classic 을 발매할 예정이며, 처음엔 그랜드 허슬과 인터스코프 레코드를 통해 출시할 예정이었지만 갈등을 빚고 그 후 2013년에 머큐리 레코드사 와 아일랜드 데프 잼과 계약을 맺으며 앨범을 출시할 예정이다. 앨범 발표전에 그녀는 The New Classic에 포함될 첫 데뷔 싱글 "Work"를 발표하며 이는 국제적으로 많은 음악차트에 올랐으며 특히 영국 싱글 차트 17위에 오르게된다. 그후에도 또다른 두 개의 싱글앨범 "Bounce", 와 "Change Your Life"를 발매하고 "Change Your Life"는 티아이가 피쳐링 하기도 한다.
이기 아잘리아의 싱글이자 The New Classic 의 수록곡인 "Fancy"가 크게 히트를 치면서 네번째로 빌보드차트 1위를 한 랩퍼에 이름을 올렸다.
2014년 5월에는 미국의 가수 아리아나 그란데의 싱글 "Problem"을 피쳐링했다.

## 유년기
이기 아잘리아는 시드니에서 아메시스트 아멜리아 켈리(Amethyst Amelia Kelly)라는 이름으로 태어났다. 그후 그녀의 가족은 아잘리아가 아주 어릴 때 뉴사우스웨일스주 멀럼빔비로 이사하게 된다. 그녀의 아버지는 화가이자 만화가였으며, 그녀의 어머니는 별장과 호텔 등을 청소하며 그녀의 아버지를 서포트하였다. 그녀는 그녀의 아버지가 그녀가 10대 시절 예술에 관심을 가질 수 있게 영향을 주었고, 이는 그녀의 인생과 음악생활에 많은 영향을 끼쳤다고 말했다. 그녀는 14살의 나이에 음악활동을 시작하였으며 솔로활동을 하기 전에 아잘리아는 2명의 여자 이웃친구들 과 그룹을 만들었다 그녀는 이 그룹에 대해 "나는 이그룹을 통해서 래퍼가 될수있을꺼야. 이그룹은 TLC와 같았을꺼야" 라고 말했다 하지만 아잘리아는 그녀의 친구들이 그룹을 진지하게 여기지 않아서 그룹을 떠나기로 결정했다.: "나는 내가 하는 모든것을 진지하게 여겨, 나는 경쟁심이 강해."
그녀는 미국으로 가고싶다는 욕망이 아주 강했다. 그로인해 아잘리아는 고등학교를 자퇴하고 일을 하여 돈을 모으기로 결심한다. 그녀는 그녀의 어머니를 따라 호텔을 청소하거나 별장을 청소하면서 돈을 모으게 된다. 그녀가 다녔던 학교들, 특히 예술학교가 그녀를 슬프게 했고, 그녀는 학교를 좋아하지 않았다. 2006년 아잘리아가 16살이 되기 바로 전에 그녀는 미국으로 여행을 떠나게 된다. 그녀는 그녀의 부모님에게 친구들과 잠시동안 여행을 다녀온다고 말했지만 그후 미국에 머무르기로 결정하면서 그녀의 부모님에게 자신은 집에 돌아가지 않는다고 말한다. : "나는 미국에 머무르고 싶었어, 나는..왠지 우리나라에선 내 자신이 아웃사이더 같았거든, 나는 힙합과 사랑에 빠졌고 미국은 힙합의 본거지였지, 그래서 나는 미국에서 머물면서 내 캐리어를 쌓고 음악에 다가가고 싶었어, 더 행복해질 거라고 생각했고 나는 행복했어." 그리고 그녀는 "우리 엄마는 "몸 조심해" 라고 말하면서 울었어, 나는 내가 정말 미친거라고 생각했지!" 라고 말했다.

## 음악 활동

### 2010–11: 미국에서의 음악 활동 시작
그녀가 처음 미국에 왔을 때 그녀는 마이애미, 플로리다주에 머물렀다. 그 후 잠시동안 휴스턴, 텍사스주에 머무르고, 그녀는 몇 년 동안 아틀랜타, 조지아주에 정착했다. 그녀는 그 곳에서 그룹 던젼 패밀리의 멤버 Backbone과 음악작업을 하게 된다. 그녀는 사람들이 그녀를 비웃었다고 말했다 "사람들은 내 랩이 형편없다고 생각했지." 하지만 그녀는 자신이 비웃음을 당하면서 성장했다고 말했다. 한편, 그녀는 인터스코프 레코드사의 음반 업계 관계자를 만나게 된다. 그는 그녀를 로스 엔젤레스로 이사 하기를 부추겼고 2010년 여름 그녀는 이사하기로 결정한다. 그녀는 잠시동안 인터스코프에 속하게 된다. 2011년 그녀는 그녀의 유투브 채널 에 몇개의 프리스타일 랩을 올린다. 음악들은 삽시간에 유명해졌고. 그녀의 뮤직비디오 제목 "Pu$$y"를 올리며 커리어를 쌓기 시작하고 유명해진다.
2011년 9월 27일, 아잘리아는 그녀의 첫 믹스테입 Ignorant Art를 발표한다. 그녀의 노래 "Pu$$y"가 믹스테입에 포함됐고 피쳐링 게스트로 YG, 조 모세스. 체비 조네스, Problem이 참여한다. 2011년 11년, 아잘리아는 노래 "My World" 뮤직비디오를 발표한다. 뮤직비디오엔 배우이자 전 레슬러 티니 리스틀러가 출연한다. 그녀의 출연으로 인해 비디오는 온라인에서 더욱 유명해진다. 2011년 12월, 아잘리아는 자신이 스튜디오 데뷔앨범 The New Classic 을 발매한다고 발표한다.

### 레이블과의 문제,Glory

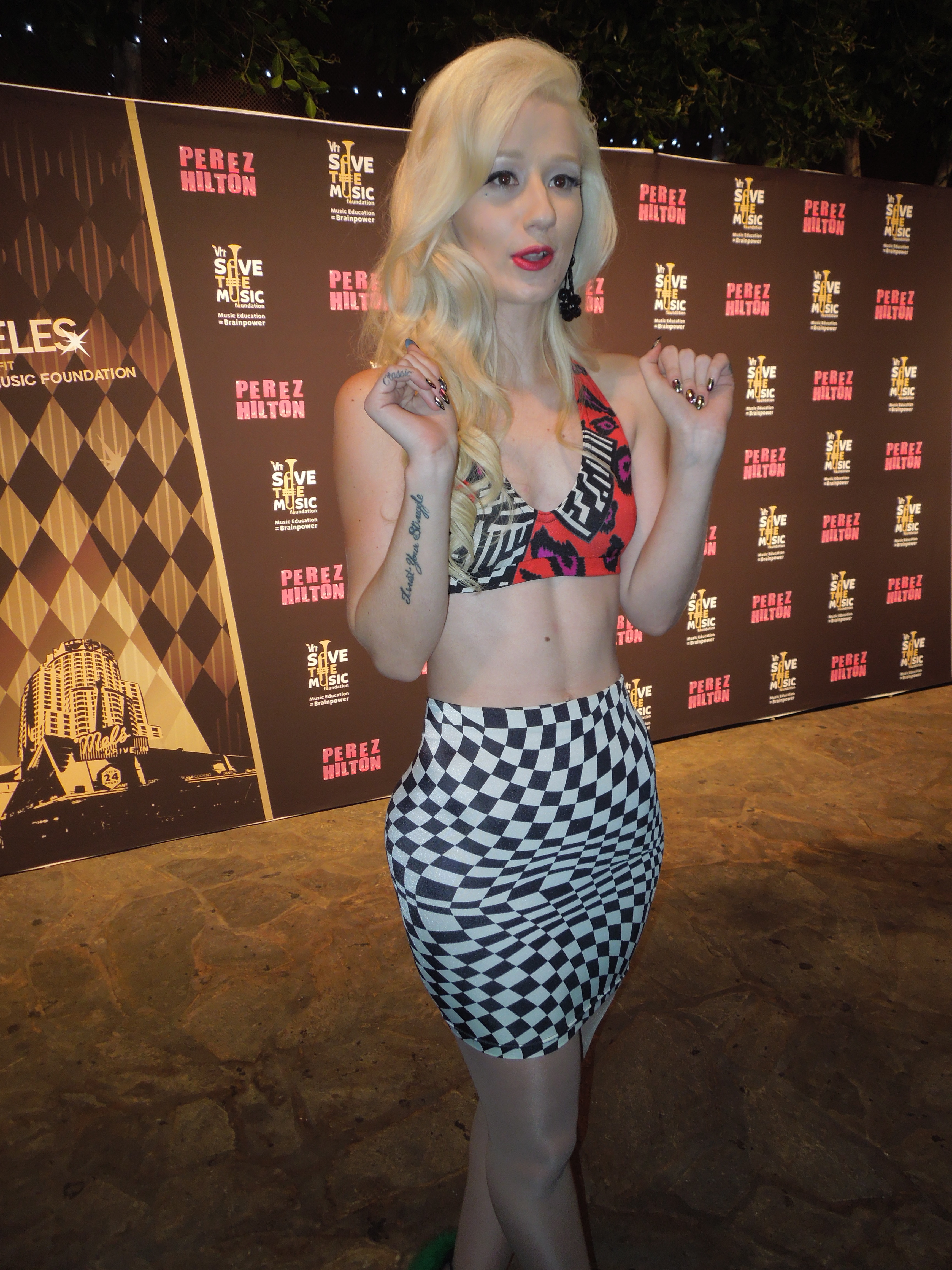
이질리아,2012년 9월 한 레드카펫 행사에서

이기 아잘리아는 그녀의 데뷔 앨범의 프로듀싱을 위해 랩퍼 티아이에게 연락을 취한다. 티아이는 그녀와 2번의 연락만에 바로 앨범 The New Classic 앨범 준비를 한다.: "만약 내가 계획했던 방향대로 흘러간다면 내 앨범은 6월달쯤 에 나올거고 이번달 안으로 녹음을 마칠수 있을꺼야" 하지만, 인터스코프에서 티아이 가 앨범에 참여하는 것을 허락하지 않았다. 그녀는 첫앨범을 발매하기 전까지 메이저 음반 회사들과 계약하지 않기로 결정하고, 그랜드 허슬에 남기로 한다. 2012년 초 아잘리아는 떠오르는 루키 랩퍼들 프렌치 몬타나, MGK, 대니 브라운, 홉신, 로스코 대쉬, 등 과 XXL 매거진에서 연간 발매하는 "Top 10 Freshmen list" 커버를 장식하게 된다. 2012년 3월 1일, 티아이는 아잘리아가 그랜드 허슬과 계약했다고 발표한다. 2012년 3월 26일, 아잘리아는 유튜브에 "Thew New Classic" 을 위한 리드 싱글 "Murda Bizness"를 올린다. 이는 Bei Maejor 이 프로듀싱하고 티아이가 피쳐링을 맡는다.
2012년 4월, 그녀는 트위터를 통해 그녀가 EP 앨범 Glory를 발매한다고 발표했다. 2012년 5월, 엠티비에서 티아이를 통해 아잘리아는 그녀는 아무 음반 회사들 과 계약 되지 않았으며, 또한 그랜드 허슬과 도 자유로운 관계라고 말했다. 하지만 그후 아잘리아는 인터뷰를 통해 자신이 인터스코프 레코드와 협상 중이며, 데프 잼 레코드 사 와의 가능성도 열어두고 있다고 말한다. 또한 아잘리아는 2012년 5월 스티브 아오키와 Anger Dimas의 콜라보레이션 일렉트로닉 트랙 "Beat Down"에서 피쳐링 하기도 한다.
2012년 9월 28일 아잘리아는 2012년 10월에 그녀의 2번째 믹스테입 TrapGold를 발매한다고 발표한다. 이 믹스테입은 전적으로 디플로와 FKi에 의해 프로듀싱 된다. 그후 그녀는 앨범의 트랙중 하나인 "Bac 2 The Future (My Time)" 의 뮤직비디오의 한장면을 공개한다. 2012년 10월 9일 그녀는 티아이와 B.O.B과 2012 BET 힙합 어워드에서 처음으로 티비에서 데뷔하게 된다. 그후 2012년 12월 16일 그녀는 그녀의 첫 번째 TrapGold 유럽투어를 시작한다.

### 2013:The New Classic
2013년 1월,2월 그녀는 현재 나올 싱글들과 여름에 발매될 앨범 The New Classic을 작업하고 있다고 밝혔다. 아잘리아는 리타 오라의 유럽투어에서 오프닝 무대를 맡았다. 2013 2월 11일 그녀는 BBC 라디오, 1xtra를 통해 그녀의 데뷔앨범 트랙중 하나인 리드싱글 "Work"를 선보인다. 그루 2013년 2월 13일 아잘리아는 그녀가 머큐리 레코즈와 계약을 맺었다고 발표한다.
아잘리아의 데뷔앨범은 10월달에 발매될 예정이었다. 하지만 호주의 헤럴드 선 잡지 와 인터뷰를 통해 그녀의 레이블이 비욘세의 월드투어 서포트 등 의로 2014년 3월로 데뷔앨범 발매가 늦어졌다고 밝혔다. 그녀는 앨범 발매가 늦어진 이유에 대해: "앨범 발매일은 10월이었어야 해. 하지만 당연히 나는 비욘세와 투어에 가야하고 그들(레이블) 은 내가 3주 동안 호주에서 투어를 할 동안엔 내가 텔레비전 등에서 홍보를 할 수 없을 것이라고 말했어, 나는 충분히 이해할 수 있었고, 그런데 그리고서 그들은 나에게 "크리스마스 시즌에 앨범을 내는 것은 좋은 생각이 아니야" 라고 말했어 그리고 나는 "그럼 1월은 어때요?" 라고 물었지 "1월달 까지도 사람들은 휴가에 가 있을 거야. 그리고 브릿 어워드가 있고, 넌 앨범은 낼 수 없어, 마케팅 하기 안좋은 타이밍이야." 그래서 나는 3월 달로 연기해야 됐지" 라고 밝혔다.

### 2019-현재:In My Defenceand The End of an Era, 은퇴 루머
2019년 3월 5일 이기 아젤리아 그녀 일할 두번째 정류 앨범 드디어 완료 ''In My Defense'' 어떤 8월 그 똑같은 년도에.
2019년 그녀 싱글  "Sally Walker" 오스트리안 차트 탑100 입장, 어떤 다음싱글 "Fuck it Up" 차트으로 실패하다.
2021년 이번에는 여름에 이기 3번째 정규 앨범 ''The End of an Era'' 후에 발매했어 내년에 이기 아젤리아 말씀 작은 공백 갔다 말했습니다.

2023년 이기 아젤리아는 새로운 싱글 "Money Come" 발매합니다.
2024년 1월 이기 아젤리아 겉으로는 퇴직 말씀.

## 영향
비록 아잘리아가 14살에 랩핑을 시작했지만, 그녀는 11살부터 힙합에 빠져있었다. 그녀가 처음 투팍 샤커의 싱글 앨범 "Baby Don't Cry (Keep Ya Head Up II)"
을 듣고: "그 노래는 내가 음악과 사랑에 빠지게 했고 또한 투팍의 매력에 매혹되게 했어. 그 음악 을 통해 나는 음악들을 쓰기 시작했지" 라고 인터뷰에서 밝혔다. 그녀는 자주 투팍에게서 영향을 받았다고 밝혔다: "나는 정말 투팍을 좋아했어. 난 투팍의 모든 사진들을 벽에 붙여두곤 했어" 그녀는 또한 미시 엘리엇을 여자 래퍼 로써 가장 영향을 많이 받은 랩퍼라고 밝혔다.
아잘리아가 평소 말을 할 땐 호주 악센트가 남아 있지만, 랩을 할땐 아잘리아는 미국 남부 악센트 로 랩을 한다. 그녀가 미국으로 이사했을 때 처음엔 마이애미, 그 후 아틀랜타에서 음악을 하면서 영향을 받았다고 말했다

## 사생활
2011년 후반 이기 아잘리아는 미국의 랩퍼인 에이셉 라키와 사귀기 시작했다. 그녀는 2012년 1월 그녀는 바이브 매거진을 통해 그들이 사귀고 있다고 인정했다. 그 시기에 그녀는 에이셉 라키의 믹스테입 타이틀 인 Live. Long. A$AP 타투를 손가락에 세기기도 하였다. 그녀는 라키 또한 눈에 띄진 않지만 그 또한 그녀를 상징하는 타투를 가지고 있다고 밝혔다. 2012년 7월 라키는 그들이 더 이상 사귀지 않는다고 밝혔다. 2013년 4월, 아잘리아는 그녀가 손가락 타투 중 A$AP 부분을 엑스 자로 줄을 그었다고 밝혔다.

## 음반 목록
- Glory (2012)
- The New Classic (2014)
  - Reclassified (2014)

## 투어
- The New Classic Tour (2014)